# Ajjawali

Symbol ruchu Ayyavazhi

Ajjawali (tamil. அய்யாவழி, trl. ayyāvaḻi, ajjavazhi, dosł.: „droga ojca”, droga mistrza) – ruch religijny w łonie hinduizmu, popularny zwłaszcza w indyjskim stanie Tamil Nadu. Wyznawcy wierzą, że ruch ajjawali założyła ziemska inkarnacja Wisznu-Narajany.

## Teksty sakralne
Do ścisłego kanonu zalicza się utworzone w języku tamilskim:
- Akilattirattu Ammanai (współcześnie nazywane Akilam) (1841) autorstwa Hari Gopalan Seedara
- Arul Nool autorstwa Arulalarkala

## Centra kultu

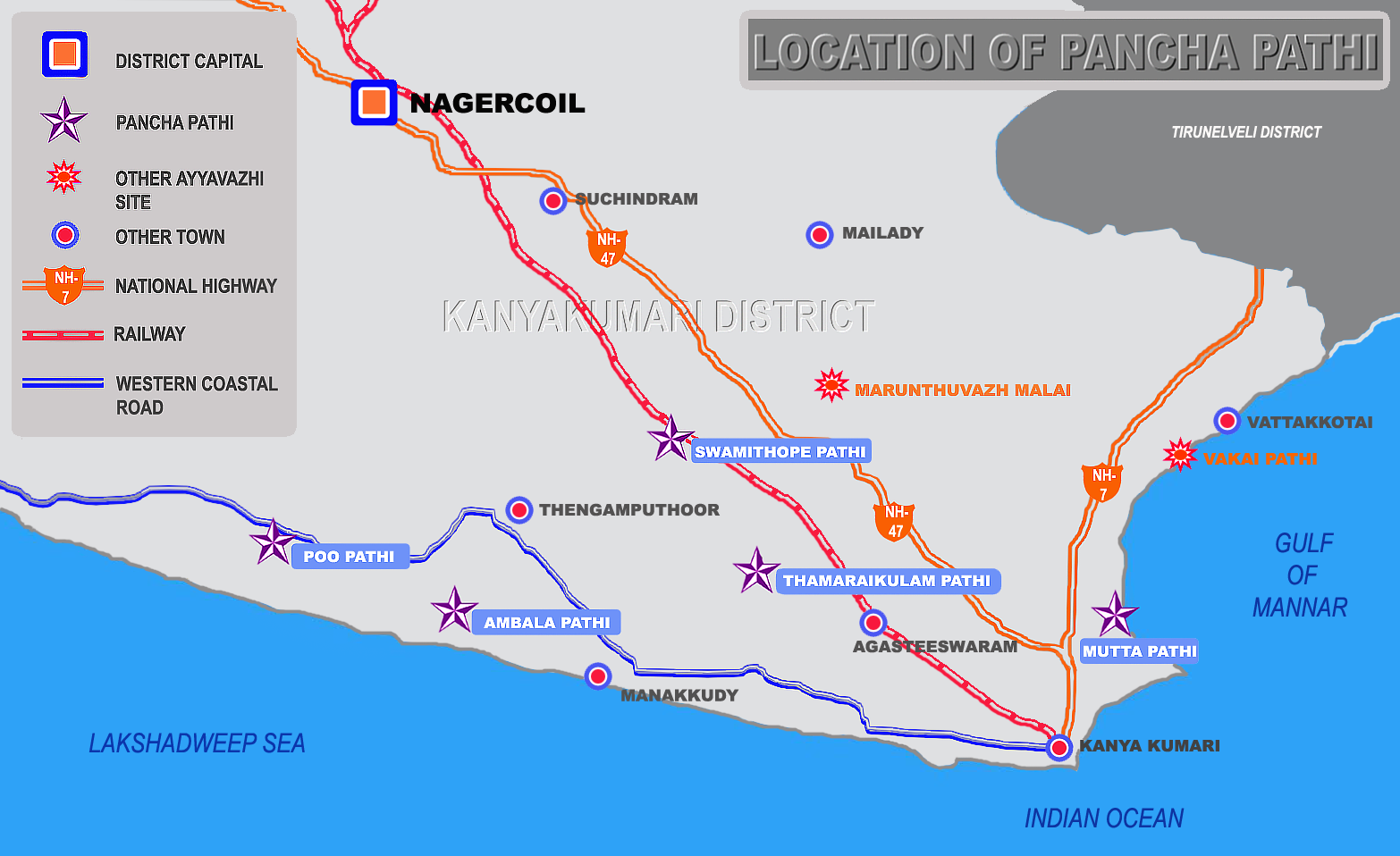
Pięć pathi

Święte miejsca nazywane pathi stanowią najważniejsze centra kultu. Świątynia w Swamithope pathi jest główną siedzibą władz ruchu. Pięć pati (Pańćapathi) to:
1. Swamithope Pathi
2. Ambala Pathi
3. Mutta Pathi
4. Thamaraikulam Pathi
5. Poo Pathi